# Torre Centro Mayor
La Torre Centro Mayor es un edificio ubicado en la ciudad de Xalapa, Veracruz, México, desarrollado por el Grupo JV Inmobiliaria, S.A. de C.V. El proyecto Centro Mayor Xalapa se ubica al sureste de la ciudad de Xalapa. El terreno tiene una superficie de 6 884,82 m², colinda con el Blvd. Lázaro Cárdenas, por lo que su ubicación es un punto de intersección importante por su fácil acceso. Con sus 135 metros de altura es considerado el segundo edificio más alto del sureste de México, sólo superado por el proyecto residencial de tres edificios de Country Towers Mérida, superando la altura de torres como Oceanic 2000 en Acapulco y Torre Chiapas localizada en Tuxtla Gutiérrez. En Xalapa ha superado en altura a su vecina la Torre Ánimas que con 62 metros de altura durante más de 20 años fue el edificio más alto de la ciudad. En mayo de 2015 se terminó de construir la estructura de la torre por lo cual se desmontó la grúa y se conservó el cuerpo para uso de ascensor.

## Proyecto integral
Debido a su favorable ubicación el proyecto cuenta con una Torre Ejecutiva destinada a oficinas, ofreciendo un núcleo de corporativos y empresas a la zona. 
La volumetría de la torre se levanta en el lado este del terreno contemplando: un estacionamiento de tres niveles y medio; planta baja, con un vestíbulo que controla los diferentes accesos a la torre y a sus 30 niveles. 
El edificio cuenta con un único acceso vehicular al estacionamiento desde la avenida secundaria. Cuenta también con un vestíbulo en planta baja, locales comerciales y módulo de baños. Los accesos peatonales de igual manera se encuentran sobre la avenida, y un acceso peatonal más para la entrada desde el estacionamiento. 
El acceso vehicular cuenta con una caseta de vigilancia para el control al estacionamiento y registro de visitas para cada piso.
Su último nivel es helipuerto.

## Torre Ejecutiva
En la planta baja de la Torre Centro Mayor Xalapa, se encuentra destinado a locales comerciales y un vestíbulo a doble altura (6m alto), que controla los accesos y recibe a las visitas del edificio, además de contar con un módulo de baños. En lo respectivo a los pisos subsecuentes; del 1 al 30, se considera un módulo de circulaciones con 4 elevadores, que facilitan el acceso a las 5 o 7 diferentes oficinas que se encuentran en cada piso; cuya área varía por el diseño de la fachada. 
La volumetría de la torre resulta sencilla de entender, un prisma cuadrangular cuyas caras se seccionan, generando triángulos que generan perspectiva al centro de las aristas del prisma. 
El estacionamiento tiene una capacidad para 581 automóviles distribuidos en 3 niveles y medio; su acceso es independiente del resto del complejo. 
La planta tipo del edificio consta de un área común de servicios (4 elevadores, unas escaleras y un ducto de instalaciones) y se encuentra dividida en 5 o 7 oficinas por nivel.

## Acabados
Los principales materiales que se ocupan son: el mármol Travertino Fiorito en pisos y piedra galarza en el vestíbulo; bajo una gama de colores entre el blanco ostión y gris astronauta; completando todo con una iluminación de luz blanca cálida. 
Se considera que para el forro de columnas se utilizará fibra de vidrio simulando el alambrón. Las oficinas tienen cristal claro en todo el perímetro del edificio, con altura de hasta 6m en Planta Baja y 4,25m del Primer Nivel en adelante de n.p.t. a n.p.t., lo que permite que la fachada tenga transparencia. 
El cristal que cubre el cuerpo de cada losa posee una película que permite enfatizar cada nivel visualmente. 
La cancelería de la torre está diseñada de tal manera que permite que cada local tenga ventilación en la parte de abajo por medio de perfiles especiales. Los andadores tienen en piso mármol Sto. Tomás al ácido, en conjunto con un diseño de jardineras y áreas verdes que completan la imagen exterior del Centro Mayor Xalapa. 